# Lea Johanna Dastich
Lea Johanna Dastich (* 30. April 2000 in Dresden) ist eine deutsche Eiskunstläuferin. Sie ist die deutsche Vizemeisterin 2017 und gewann beim Europäischen Olympischen Winter-Jugendfestival 2015 die Silbermedaille.

## Biographie
Dastich begann 2003 mit dem Eiskunstlaufen. In der Saison 2014–2015 begann sie in der Junior-Grand-Prix-Serie zu starten. Beim Europäischen Olympischen Winter-Jugendfestival 2015 im Januar 2015 gewann sie die Silbermedaille.
Im September desselbigen Jahres gab sie ihr Seniorendebüt bei der Nebelhorn Trophy und wurde 14. Am Ende der Saison gewann sie ihre erste internationale Seniorenmedaille bei den Bavarian Open.
Im Dezember 2016 wurde Dastich zweite bei den Deutschen Meisterschaften hinter Nathalie Weinzierl. Nachdem sie 2018 erstmals an einer Europameisterschaft teilgenommen hatte, musste sie die gesamte Saison 2018/19 aufgrund einer Entzündung im rechten Fuß aussetzten.

## Ergebnisse
CS: ISU:Challenger-Serie; JGP: ISU-Junior-Grand-Prix-Serie
| Wettbewerb/Saison                | 2013–14       | 2014–15       | 2015–16       | 2016–17       | 2017–18       |
| International                    | International | International | International | International | International |
| -------------------------------- | ------------- | ------------- | ------------- | ------------- | ------------- |
| Europameisterschaft              |               |               |               |               | 16.           |
| CS Golden Spin                   |               |               |               |               | 7.            |
| CS Lombardia                     |               |               |               |               | 7.            |
| CS Nebelhorn Trophy              |               |               | 14.           |               |               |
| CS Tallinn Trophy                |               |               |               |               | 6.            |
| Bavarian Open                    |               |               | 3.            | 3.            |               |
| International: Junioren          |               |               |               |               |               |
| Juniorenweltmeisterschaften      |               |               | 12.           | 8.            | 10.           |
| EYOF                             |               | 2.            |               |               |               |
| JGP Deutschland                  |               | 7.            |               | 8.            |               |
| JPG Frankreich                   |               | 8.            |               |               |               |
| JPG Kroatien                     |               |               |               |               | 6.            |
| JPG Österreich                   |               |               |               |               | 8.            |
| JPG Slowenien                    |               |               |               | 11.           |               |
| JPG USA                          |               |               | 15.           |               |               |
| National                         |               |               |               |               |               |
| Deutsche Meisterschaften         |               |               | 4.            | 2.            | 3.            |
| Deutsche Juniorenmeisterschaften | 4.            | 1.            |               |               |               |